# Polonia w Norwegii
| Polacy w Norwegii   | Polacy w Norwegii                |
| ------------------- | -------------------------------- |
| Liczebność          | 107 442                          |
| % całej ludności    | 1.95%                            |
| Związek             | Związek Polaków w Norwegii       |
| Największe skupiska | Oslo, Bergen, Trondheim, Drammen |

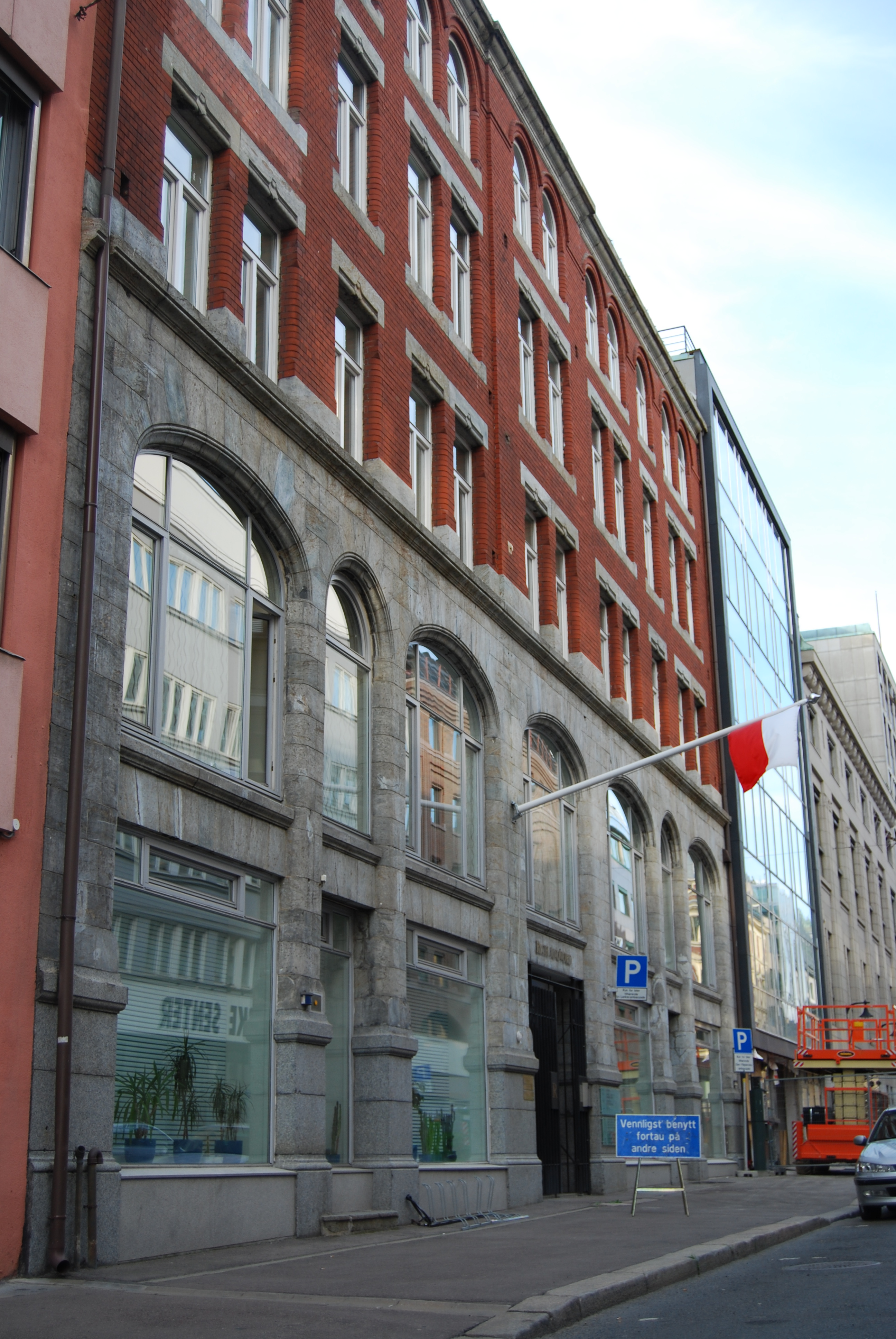
Dawna siedziba Konsulatu RP w Oslo; ulica Nedre Vollgate 5

Polonia w Norwegii, Polacy w Norwegii – w Norwegii mieszka oficjalnie 107 442 Polaków, co stanowi 1,95% całej populacji. W 2001 roku było, według statystyk, ich tylko 6432. Polacy są aktualnie najliczniejszą grupą wśród imigrantów.
Największe ośrodki to: Oslo, Stavanger, Trondheim, Bergen, Drammen, Fredrikstad.

## Historia
Pierwsi Polacy przybyli do Norwegii w latach 1830–1831 po upadku powstania listopadowego. 
W czasie II wojny światowej polscy żołnierze walczyli w bitwie o Narwik w 1940 roku, w trakcie której zginęło 185 Polaków i prawie 200 zostało rannych. Polegli zostali pochowani na cmentarzu w Ankenes koło Narwiku. Polacy walczyli też w Oslo i okolicach. Na cmentarzu Vestre Gravlund zostało pochowanych 12 lotników, 2 jeńców wojennych i 22 obywateli polskich współdziałających z norweskim ruchem oporu.
W latach 80. XX wieku pojawiła się emigracja związana z "Solidarnością".

## Działalność Polonii
- Corocznie od 2011 roku odbywa się w Oslo Finał Wielkiej Orkiestry Świątecznej Pomocy[5]. W późniejszych latach dołączyły też inne miasta, m.in. Bergen, Stavanger[6], a w styczniu 2018 roku – Trondheim[7].
- Od 2011 do 2018 roku organizowany był corocznie w Oslo konkurs „Wybitny Polak” (org. The Young Polish Norwegian Professionals Association). Nagrody oraz honorowy tytuł były wręczane w 6 kategoriach: Biznes, Kultura, Nauka, Osobowość, Młody Polak i Przyjaciel Polonii (2018)[8]. Konkurs ten był organizowany z inicjatywy Fundacji Polskiego Godła Promocyjnego „Teraz Polska” z Warszawy[9].

## Edukacja
W Norwegii istnieją polskie sobotnie szkoły, m.in. w Oslo, Bergen, Trondheim, Stavanger i Fredrikstad. A od 2019 roku też w Haugesund.

## Kościoły i związki wyznaniowe
Dla Polonii, wiernych kościoła rzymskokatolickiego, odbywają się w wielu kościołach w Norwegii  msze święte w języku polskim. W 14 miastach działają polskojęzyczne zbory i grupy Świadków Jehowy.